# Edward the Great
Edward the Great è la sesta raccolta del gruppo musicale britannica Iron Maiden, pubblicata nel 2002 dalla EMI.
Nel 2005 ne è uscita una versione aggiornata in Europa, Asia e Sudamerica, che presenta una lista tracce differente: non sono presenti i brani The Clairvoyant, Infinite Dreams e Holy Smoke, i quali hanno fatto posto a Brave New World, Wildest Dreams e Rainmaker. Per voler mantenere l'ordine cronologico, Fear of the Dark, che rimane il brano conclusivo ideale, proviene in questa versione dall'album dal vivo Death on the Road (del 2005).

## Tracce
Edizione del 2002
1. Run to the Hills  (Harris)  - 3:57
2. The Number of the Beast  (Harris)  - 4:53
3. Flight of Icarus  (Smith, Dickinson)  - 3:53
4. The Trooper  (Harris)  - 4:12
5. 2 Minutes to Midnight  (Smith, Dickinson)  - 6:02
6. Wasted Years  (Smith)  - 5:08
7. Can I Play with Madness  (Smith, Harris, Dickinson)  - 3:31
8. The Evil That Men Do  (Smith, Harris, Dickinson)  - 4:34
9. The Clairvoyant  (Harris)  - 4:28
10. Infinite Dreams  (Harris)  - 6:11
11. Holy Smoke  (Harris, Dickinson)  - 3:49
12. Bring Your Daughter...To the Slaughter  (Dickinson)  - 4:45
13. Man on the Edge  (Gers, Bayley)  - 4:13
14. Futureal  (Harris, Bayley)  - 2:57
15. The Wicker Man  (Smith, Harris, Dickinson)  - 4:35
16. Fear of the Dark (live)  (Harris)  - 8:04

Riedizione del 2005
1. Run to the Hills  (Harris)  - 3:57
2. The Number of the Beast  (Harris)  - 4:53
3. The Trooper  (Harris)  - 4:12
4. Flight of Icarus  (Smith, Dickinson)  - 3:53
5. 2 Minutes to Midnight  (Smith, Dickinson)  - 6:02
6. Wasted Years  (Smith)  - 5:08
7. Can I Play with Madness  (Smith, Harris, Dickinson)  - 3:31
8. The Evil That Men Do  (Smith, Harris, Dickinson)  - 4:34
9. Bring Your Daughter...To the Slaughter  (Dickinson)  - 4:45
10. Man on the Edge  (Gers, Bayley)  - 4:13
11. Futureal  (Harris, Bayley)  - 2:57
12. The Wicker Man  (Smith, Harris, Dickinson)  - 4:35
13. Brave New World  (Murray, Harris, Dickinson)  - 6:18
14. Wildest Dreams  (Smith, Harris)  - 3:52
15. Rainmaker  (Murray, Harris, Dickinson)  - 3:48
16. Fear of the Dark (live)  (Harris)  - 7:28